# Васали Єрусалимського королівства

Володарство Єрусалимського королівства в 1187 році

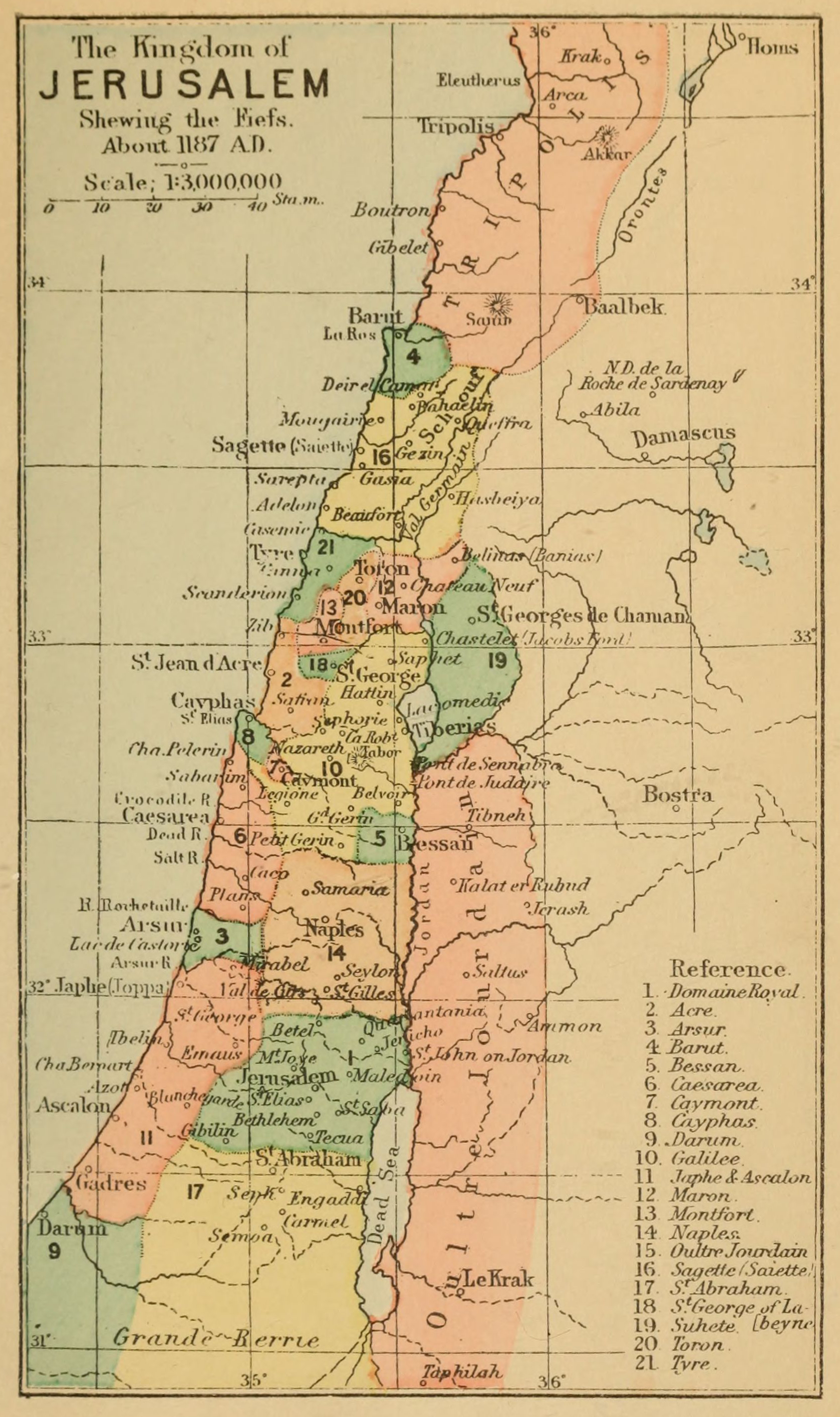
Володарство Єрусалимського королівства в 1187 році, зображене на карті 1889 року Клода Рейньє Кондера.

Герб Єрусалимського королівства.

Єрусалимське королівство, одна з держав хрестоносців, що була створена в 1099 році, складалося з кількох менших сеньйорій. Згідно з Жаном Ібелінським, чотирма найвищими васалами корони (іменованими баронами) у королівстві були граф Яффи та Аскалону, князь Галілеї, лорд Сідону та лорд Зайордання.
Існувала також низка незалежних володінь і деякі землі, що перебували під прямим королівським контролем, як-от сам Єрусалим, Акра і Тир.

## Північні держави
Окрім Єрусалимського королівства, на Близькому Сході існувало ще три великі держави хрестоносців:
- Графство Едеса
- Графство Триполі
- Антіохійське князівство

Ці держави номінально певною мірою залежали від Єрусалимського королівства. Король Єрусалиму був зобов'язаний примирити їх у разі суперечок і міг претендувати на регентство у разі вакантності або меншості в їхніх спадкоємствах.
Графство Едеса була, мабуть, найтісніше пов'язана з королівством, незважаючи на свою віддаленість. Її перші два графи стали королями Єрусалиму, і графство було передано як королівський подарунок Жослену I Едеському.
Графство Триполі, найближче з них, іноді вважається васальним володінням під сюзеренітетом короля, хоча воно зберегло надзвичайний ступінь суверенітету.
Антіохія була майже незалежною, оскільки була заснована ще до королівства, і її першим володарем був суперник королів, початковий лідер хрестового походу. Пізніше у своїй історії вона іноді визнавала візантійський чи вірменський сюзеренітет, або взагалі не визнавала його.
Ці держави датували свої документи періодом правління своїх власних правителів, проводили власну зовнішню політику та надсилали військову допомогу королівству за власним бажанням, а не через феодальні зобов'язання; отже, вони, як правило, визнаються суверенними.
Князівство Антіохія, графство Триполі та Єрусалимське королівство були автономними державами.

## Графство Яффа та Аскалон
Місто Яффа, на узбережжі Середземного моря, було укріплене після Першого хрестового походу і було окремим графством до повстання Гуго II Ле Пюізе в 1134 році. Після 1153 року воно стало подвійним графством Яффа та Аскалон, коли була завойована фатімідська фортеця Аскалон. Графство переходило і виходило з-під прямого королівського контролю, і стало титульним після втрати округів мусульманами в 13 столітті. Ряд сеньйорів були васалами графа Яффи, включаючи володіння Рамла, володіння Ібелін і володіння Мірабель.

### Графи Яффи
Яффа була захоплена хрестоносцями в червні 1099 року під час облоги Єрусалиму і незабаром увійшла до складу королівства. Графами Яффи були:
- Гуго I Яффський, двоюрідний брат короля Болдуїна II, 1110—1118

Альберт Намюрський правив від імені свого пасинка Гуго II з 1118 по 1122 рік.
- Гуго II Яффський, син Гуго I, 1122—1134

Яффа було включена у королівський домен у 1134 році.
- Амальрік Єрусалимський, син королеви Мелісенди, 1151—1153 (коли він досяг повноліття)

Яффа об'єдналася з щойно завойованим Аскалоном у 1153 році, ставши графством Яффи та Аскалону.

### Графи Яффи та Аскалону
Після облоги Аскалона в 1153 році ця прикордонна фортеця приєдналася до Яффи в об'єднане графство. Графами Яффи та Аскалона були:
- Амальрік Єрусалимський, 1153—1163

- Сибілла Єрусалимська, 1176—1186, зі своїми чоловіками Вільгельмом Монферратським (1176—1177) і Гі Лузіньяном (1180—1186)

Яффа та Аскалон були окуповані Аюбідами з 1187 по 1191 роки.
- Жоффруа Лузіньян (1191—1193), брат Гі Лузіньяна
- Аморі Лузіньян, брат Гі Лузіньяна, 1193—1198

Аморі одружився на королеві Ізабеллі I у 1198 році, і тому з 1198 по 1221 роки графство було частиною королівського домену.
- Готьє IV де Брієнн (1221—1244), племінник Джона Брієннського та онук короля Аморі та королеви Ізабелли I, 1221—1244
- Жан Ібеліна, син Філіпа Ібеліна, зведений брат королеви Ізабелли I, 1244—1266

Аскалон знову був окупований Аюбідами в 1247 році.
- Жак Ібелін, син Жана, 1266—1268

У 1268 році Яффу захопили мамлюки.

### Володарство Рамла
Спочатку утримувався єпископом Рамли-Лідди, а в 1126 році Рамла стала частиною Яффи, а після повстання Гуго II у 1134 році було створено окреме володіння. Замок Ібелін виявився зовсім недалеко від Рамли. Пізніше він був частиною володіння Ібеліна, успадкованого від Гельвіс з Рамли, дочки Балдуїна I з Рамли та Барісан з Ібеліна. Лордами Рамли були:
- Балдуїн I з Рамли, 1134—1138
- Барісан з Ібеліна, 1138—1150
- Манасія де Єрж, 1150—1152
- Гуго з Ібеліна, син Барісан з Ібеліна, 1152—1169
- Балдуїн з Ібеліна, брат Гуго з Ібеліна, 1169—1186
- Тома з Ібеліна, син Болдуїна з Ібеліна, 1186—1187
- Рамла окупована Аюбідами, 1187–1191
- Баліан з Ібеліна, брат Балдуїна з Ібеліна, 1191—1193
- Жан Ібелін, син Баліан, 1193—1247
- Після 1247 року правління належало графам Яффи та Аскалону.

### Володарство Ібелін
Володарство Ібелін також було виділене з Яффи (у 1140-х роках або, можливо, вже в 1134 році після повстання Гуго II). Володарство було передано як нагороду Барісану з Ібеліна, чия дружина Гельвіс з Рамли вже володіла землями в околицях. Замок Рамла, інша спадщина родини, знаходився неподалік, і разом ці території утворювали заможне утворення. Баліан з Ібеліна одружився з Марією Комніною, вдовою Амальріка I Єрусалимського, і Ібеліни стали наймогутнішою знатною родиною королівства, яка згодом також правила Бейрутом. Лордами Ібеліна були:
- Барісан з Ібеліна, бл. 1134—1150
- Гуго з Ібеліна, син Барісана з Ібеліна, 1150—1170
- Баліан з Ібеліна, син Барісана з Ібеліна, 1170—1193
- Жан з Ібеліна, син Баліана, 1193—1236
- Після 1236 року правління належало графам Яффи та Аскалону.

### Володарство Мірабель
Мірабель було відокремлено від Яффи після повстання в 1134 році і передано Балдуїну з Ібеліна в 1166 році, хоча воно було окремим від Ібеліна. Його спадкоємцем син Тома з Ібеліна, який правив у 1186—1188 роках.

## Галілейське князівство
Князівство Галілея було засноване Танкредом Тарентським у 1099 році та було зосереджено навколо Тиверії. Князівство стало володінням сімей Сент-Омер, Монфокон (Фалькомберк), а потім Бурес. Князівство було ліквідоване Саладіном у 1187 році, хоча згодом титул використовувався родичами та молодшими синами королів Кіпру (титулярних королів Єрусалиму). Князівство мало власних васалів, володіння Бейрут, Назарет і Хайфа, які часто мали своїх субвасалів.

### Князі Галілеї
- Танкред, 1099—1101
- Гуго з Фокемберга, 1101—1106
- Жервез де Базош, 1106—1108
- Танкред, друге правління, 1109—1112
- Жослен I Едеський (як лорд Куртене), 1112—1119
- Вільгельм I Буреський, 1120—1141
- Елінанд, 1142—1148
- Вільгельм II Буреський, брат Елінанда, 1148—1158
- Есківа Буреська, 1159—1187, з Готьє з Сен-Омера (1159—1171) і Раймундом III Трипольським (1174—1187)
- Галілея окупована Аюбідами , 1187—1240
- Есківа з Сент-Омера, онука Вільгельма II, 1240—1247, з Одо Монбельярським (1240—1247)
- Галілея захоплена Аюбідами, 1247 рік.

Сини Вільгельма II Буреського були титулярними князями Галілеї після смерті Есківи Буреської в 1187 році: Гуго II Сент-Омер у 1187—1204 роках і Рауль Сент-Омер з 1204—1219 років. Есківа Сент-Омер була дочкою Рауля Сен-Омера, і вона була титулярною принцесою Галілеї з 1219—1240 і 1247 років до 1265 року. Її чоловік був титулярним принцом Галілеї з 1219 по 1240 роки.

### Володарство Назарета
Назарет був центром латинського патріархату, заснованого Танкредом. Він був створений як сеньйорія в Галілеї в 1115 році. Архієпископ Назарета також правив Хайфою..

### Володарство Хайфа
Хайфа частково була церковною територією, якою керував архієпископ Назарету, а частково створена з інших земель Галілейського князівства. Володарями Хайфи були:
- Гельдемар Карпенель, 1100—1101
- Танкред, 1101—1103
- Роргій, 1103—1107
- Паган, 1107—1112
- Королівський домен, 1112—1187
- Хайфа окупована Аюбідами , 1187—1191
- Вівіан, c. 1140-ті роки
- Паган, 1190–?
- Роргій II, ? –1244?
- Гарсіас Альварес, c. 1250
- Жиль д'Естен, c. 1260
- Хайфа захоплена мамлюками, 1265 рік.

## Володарство Бейрута
Бейрут був захоплений у 1110 році і переданий Фульку де Гіну. Це була одна з найдовших сеньйорій, яка проіснувала до остаточного розпаду королівства в 1291 році, хоча лише як крихітна смуга на узбережжі Середземного моря, що оточувала Бейрут. Воно мало важливе значення для торгівлі з Європою і мало своїх васалів. Лордами Бейрута були: Бейрут, захоплений мамлюками в 1291 році.
Васалами лорда Бейрута були лорди Баніаса та лорди Торона.

### Володарство Баніас
Баніас (Кесарія Філіппова) перебував під контролем асасинів у 1126—1129 роках, коли його передали франкам після очищення секти в Дамаску Тадж аль-Мулюком Бурі. Ця територія була предметом суперечок у 1132—1140 роках, коли Баніас був об'єднаний з Тороном під керівництвом Онфруа II Торона. Місто перейшло до Нур ад-Діна в 1164 році.

### Лордство Шатель-Нойф
Місто Шастель-Нойф було побудоване Гуго Фалькенбергським приблизно в 1105 році, але пізніше був передане госпітальєрам, поки він не зруйноване Нур ад-Діном в 1167 році.

## Володарство Торон
Замок Торон був побудований Гуго Фокамбергом, щоб допомогти захопити Тір, і був переданий Гемфрі I Торону в 1107 році. Лорди Торона, як правило, були дуже впливовими в королівстві. Гемфрі II був констаблем Єрусалиму. Його онук Гемфрі IV був одружений на Ізабеллі, дочці Амальріха I. Пізніше Торон об'єднали з королівським доменом Тір. Торон мав двох власних васалів: володіння Шастель-Нойф, яке перейшло до Нур ад-Діна в 1167 році, і володіння Торон-Ахмуд, яке було продано Тевтонським лицарям у 1261 році. Лордами Торона були:
- Гемфрі I Торонський, до 1109–після 1136
- Гемфрі II Торонський, син Гемфрі I, до 1137—1179 рр.
- Гемфрі IV Торонський, онук Гемфрі II, 1179—1183
- Королівський домен, 1183—1187
- Торон окупований Аюбідами, 1187—1229
- Аліса Вірменська, онука Гемфрі II, 1229–після 1236
- Марія Антіохійська-Вірменська, онука Аліси, після 1236—1239 рр.
- Торон окупований Айюбідами, 1239—1241
- Торон об'єднався з володінням Тіри, 1241.

Сам Торон мав суб-васала, лордство Марон.

### Володарство Марон
Про лордство Марон відомо небагато. У 1229 році він був переданий тевтонським лицарям в обмін на їхні претензії на Торон.

## Володарство Сидон
Міста Сідон і Кесарія були захоплені хрестоносцями між 1101 і 1110 роками. Дворянин Євстахій I Греньє, радник Балдуїна I Єрусалимського, отримав правління обома містами. Він заснував династію, яка правила до 1260-х років, коли міста були завойовані мамлюками.

### Лорди Сідону
Сідон став частиною Єрусалимського королівства після облоги міста у 1110 році. Правителями Сідону були:
- Євстахій I Греньє, 1110—1123
- Жерар Греньє, син Євстафія I, 1123—1171
- Рено Греньє, син Жерара, 1171—1187
- Окупований Аюбідами , 1187—1197
- Рено Греньє, володарство відновлено, 1197—1202
- Баліан I Греньє, син Рено, 1202—1239
- Юліан Греньє, син Баліана I, 1239—1260
- Сідон зруйнований Аюбідами в 1249 році та монголами в 1260 році
- Сідон проданий тамплієрам, 1260 рік.

### Володарство Кесарії
Кесарія була захоплена в 1101 році і передана архієпископу Кесарії. Володарями Кесарії були:
- Євстахій I Греньє, 1110—1123
- Готьє I Греньє, син Євстафія I, 1123—1154
- Гуго Греньє, син Вальтера I, 1154—1169
- Гі Греньє, син Гуго, 1170-ті роки
- Готьє II Греньє, брат Гі, бл. 1180—1189/1191
- Кесарія захоплена Аюбідами , 1187—1191
- Жуліана Греньє, сестра Готьє II, 1189/1193–1213/1216, з чоловіками:
  - Гі Брізбарр (можливий лорд), після 1183 року
  - Аймар де Лайрон, 1189/1193–1213/1216
- Готьє III, син Жуліани та Гі Брізебарр, 1213/1216–1229
- Жан, син Готьє III, 1229—1238/1241
- Маргарет, дочка Жана, 1238/1241–1255/1265 з чоловіком:
  - Жан Алеман, 1238/1243–1264/1265
- Ніколас Алеман, син Жана Алемана (можливий лорд або титулярний лорд), пом. 1277
- Кесарія захоплена мамлюками, 1265 рік
- Жан Невільський, 1384–?
- Жан Горап?

### Володарство Шуф
Шуф був утворений з володарство Сідон як суб-васал близько 1170 року. Його центром була печера Тірона. Жуліан Сідонський продав його Тевтонському ордену у 1256 році.

## Володарство Зайорданія
Володарство Зайорданія, що складалося з землі з невизначеним кордоном на схід від річки Йордан, було одним із найбільших і найважливіших володінь. Володарство отримало великий дохід від мусульманських караванних шляхів, які існували там. Останній лорд, Рено Шатійон, отримав Зайордання, одружившись із його спадкоємицею Етьєннет де Мії. Рено вважав себе князем Зайорданії, непідвладним королю, і особливо вороже ставився до мусульман. Він був значною мірою відповідальний за вторгнення Саладіна в королівство в 1187 році. Саладін завоював більшу частину території в 1187 році і особисто стратив Рено в битві на Хаттіні. Лордами Зайорданії були:
- Ромен дю Пюї, можливо, 1118—1126
- Паган Дворецький, 1126—1147
- Моріс Монреальський, племінник Пагана, 1147—1161
- Філіп де Мії зі своєю дружиною Ізабеллою, донькою Моріс, 1161—1168
- Стефані де Міллі, дочка і спадкоємиця, чоловіки якої виконували повноваження лордства:
  - Гемфрі III Торонський, 1168—1173
  - Мільс де Плансі, 1173—1174
  - Рено де Шатійон, 1176—1187

- У 1187 році Зайорданію захопив Саладін.

## Інші сеньйори
(Титулярні лорди та князі виділені курсивом)

### Володарство Аделон
Володарство Аделон було створено після того, як центр королівства було перенесено до Акри, і мало певний вплив за Фрідріха II, імператора Священної Римської імперії.
- Адам
- Агнес, бл. 1200
  - Тьєррі де Термонд (помер 1206)
- Даніель де Термон (помер після 1225 р.)
- Даніель II Термон
- Петро, гр. 1250
- Йордан

### Володарство Арзуф
Місто Арзуф, що розташоване на північ від Яффи, було захоплене хрестоносцями у 1101 році, але залишався королівським доменом приблизно до 1163 року, коли лордом став Жан Арсуфський. Володарями Арсуфа були:
- Королівський домен, 1101—1163
- Жан Арсуфський, 1163—1177
- Арзуф окупований Аюбідами, 1187—1191
- Мелісенда з Арсуфа, сестра Жана, 1177– принаймні 1218, з чоловіком Тьєррі д'Орка (бл. 1190-ті)
- Жан з Ібеліна, чоловік Мелісенди, до 1209—1236
- Жан з Арсуфа, син Мелісенди Жана, 1236—1258
- Баліан з Ібеліна, 1258—1261
- Арсуф проданий лицарям-госпітальєрам , 1261
- Арсуф захоплений мамлюками, 1265
- Баліан з Ібеліна, титуляр 1261—1277
- Жан з Ібеліна, син Баліана, 1277—1309
- Баліан з Ібеліна, син Джона, 1309—1333
- Філіп з Ібеліна, син Баліана, 1333—1373.

### Володарство Віфлеєма
- Баліан II Ібелінський (помер до 19 квітня 1316 р.), також титулярний князь Галілеї.

### Володарство Бетсана
Бетсан був окупований Танкредом у 1099 році; він ніколи не був частиною Галілеї, незважаючи на своє розташування, але став королівським доменом у 1101 році, ймовірно, приблизно до 1120 року. Час від часу він повертався під королівський контроль.
- Адам Бетунський
- Адам II, син Адама
- Жан, — після 1129 р
- Жермон, син Адама II, — після 1174 року
- Гуго з Гібелета
- Вальтер
- Адам III
- Жермон II, c. 1210
- Болдуін
- Вальтер, c. 1310?
- Тібо

### Володарство Бланшгард
Бланшгард (сучасний Телль-ес-Сафі) був побудований Фульком Єрусалимським у 1142 році як частина королівського домену, яким керували королівські кастеляни. Місто стало лордством у 1166 році, коли його передали Вальтеру III Брізбарру, лорду Бейрута.
- Вальтер III Брізбарр, 1166—1187
- Бланшгард, захопленийАюбідами, 1191, 1192
- Жиль, c. 1210
- Рауль, ? –1265
- Амальрік Барле, 1265–?

### Володарство Ботрун
Володарство Ботрун було леном навколо міста Батрун з 1115 року:
- Раймонд з Агульта, до 1174 року
- Вільям Дорел, до 1174 року
- Цецилія (Луція), 1174—1181/1206; вийшла заміж за Пліваїна
- Ізабелла, 1206—1244; вийшла заміж за Боемунда з Ботрона, сина Боемунда III
- Вільгельм, 1244—1262
- Жан I, 1262—1277
- Рудольф (Ростейн), 1277—1289

### Володарство Каймонт
Замок Каймонт був побудований у 1192 році після Третього хрестового походу для Баліана Ібеліна, який втратив інші свої території, які захопив Саладін Згодом володарство перейшло до королівської власності.

### Володарство Дера
Мало що відомо про Деру, за винятком того, що вона була створена в 1118 році, під час правління Балдуїна II Єрусалимського.

### Володарство Хеврон
Хеврон, названий хрестоносцями як «Кастеліон святого Авраама», був одним із перших створених володінь. До 1149 року Хеврон перебував під королівським контролем. Він мав власного суб-васала, володіння Бет Гібелін, створене Фульком у 1149 році. Незабаром після цього Хеврон став королівським доменом, а Бет Гібелін перейшов до лицарів-госпітальєрів.
- Гельдемар Карпінель, 1100
- Жерар з Авесна, 1100—1101
- Королівський домен, 1102—1104
- Гуго з Ребека, 1104
- Королівський домен, 1104—1108
- Вальтер Магомет, 1108—1118
- Королівський домен, 1118—1120
- Болдуїн святого Авраама, 1120—1136
- Гуго II святого Авраама, 1136—1149
- Королівський домен, 1149—1161
- Хеврон об'єднався із Зайорданією, 1161
- Під контролем Айюбідів, 1187—1191
- Королівський домен, 1191 р
- Хеврон, зруйнований Хорезмом, 1244 р.

### Володарство Монжизар
Монжизар (можливо, Гезер) був побудований для захисту від Нур ад-Діна і став місцем битви при Монжизарі в 1177 році.
- Вільям, c. 1155
- Жан
- Еймар, c. 1198
- Реджинальд, c. 1200
- Вільям, c. 1230
- Роберт, c. 1240
- Генрі (?)
- Балян, с. 1300
- Вільям
- Болдуїн
- Роберт
- Жан
- Джеймс, c. 1400.

### Володарство Наблуса
Наблус був вперше захоплений у 1099 році Танкредом і названий хрестоносцями «Неаполем». Пізніше місто стало окремим володінням із частини Зайордання. Наблус був втрачений під час завоювання королівства Саладіном.
- Королівський домен, 1099–
- Паган Дворецький, 1126–?
- Гі де Мії, ? –1142 або між 1138—1144
- Філіп де Мії, син Гі, 1142 р. або між 1138—1144–1161 рр.
- Марія Комніна отримала панування від свого першого чоловіка Амальріка I Єрусалимського
- Баліан з Ібеліна, 1177, другий чоловік Марії
- Стефанія з Ібеліна, сестра Баліана
- Наблус, захоплений Аюбідами, 1187.

Технічно Наблус був частиною королівського домену, а також мав королівського віконта, який правив замість монарха:
- Ульрік, 1115—1152
- Болдуїн Бубал, c. 1159—1162
- Болдуїн, син Ульріка, бл. 1162—1176
- Амальрік, с. 1176—1187.

### Володарство Скандаліон
Замок Сканделіон побудований в 1116 році як королівський домен. Знаходився на місці сучасного села Іскандаруна в окрузі Тір Південної мухафази Лівану Вільгельм Тірський вказує 1117 рік як дату, коли Балдуїн I побудував замок Скандаліон. Замок став вололарством у 1148 році, коли Гі Скандаліон був призначений лордом.
- Гі Скандаліон, c. 1150
- Петро
- Раймонд, c. 1200
- Вільгельм Манделейський
- Раймонд
- Пилип, с. 1270
- Гамфрі, c. 1300
- Есківа, с. 1370 рік.

### Володарство Тиру
Конрад Монферратський практично створив це володіння під час Третього хрестового походу, захищаючи його, оскільки це було єдине місто, що залишилося в королівстві. Тір був частиною королівського домену, а після Конрада також належав особисто королям. Після того, як королівство перебралося в Акру, коронації відбувалися в Тірі. Приблизно після 1246 року Генріх I Кіпрський (тоді регент Єрусалиму) передав Тір Філіпу Монфорському. Грант підтверджено у 1269 році Гуго III Кіпрським, із застереженням, що дозволяло Гуго викупити володіння. Це було зроблено в 1284 році, коли місто було передано його сестрі Маргареті, яка вже була вдовою-леді Тіра. Володарями Тіру були:
- Королівський домен, 1124—1129
- Фулько Анжуйський, 1129—1131
- Королівський домен, 1131—1187
- Конрад Монферратський, 1190—1192
- Королівський домен. 1192—1246
- Філіп Монфорський, 1246—1269
- Жан Монфортський, син Філіпа, 1269—1283
- Гемфрі Монфортський, брат Жана, 1283—1284
- Королівський домен, 1284—1289
- Амальрік Лузіньянський, 1289—1291
- Тір захоплений мамлюками, 1291 р.

### Володарство Жослена III Едеського
Це володарство, яке часто називають сеньйорією де Жослен, було незвичайним утворенням, засноване Жосленом III, номінальним графом Едеси. Володарство створене приблизно в 1176 році, коли Жослен одружився на Агнес де Мії, і до нього входили королівські землі навколо Акри. У Жослена були тільки дочки, які вийшли заміж у сім'ї фон Геннеберг і Манделе. Спадкоємці продали в 1220 році сеньйорію тевтонським лицарям, які використовували місце біля Акри як свою фортецю.

## Подальше читання
- Chisholm, Hugh, ред. (1911). // Encyclopædia Britannica (англ.) (вид. 11-те). Cambridge University Press. {{cite encyclopedia}}: Пропущений або порожній |title= (довідка)
- Catholic Encyclopedia (англ.). New York: Robert Appleton Company. 1913. {{cite encyclopedia}}: Пропущений або порожній |title= (довідка)